# Gösta Graffman
Kurt Gösta Leonard Graffman, född 13 mars 1904 i Göteborg, död 29 augusti 1998 i Stockholm, var en svensk jurist.

## Biografi
Efter studentexamen vid högre latinläroverket i Göteborg 1923 blev Graffman student vid Uppsala universitet 1924 och juris kandidat 1929. Han blev extra ordinarie notarie i Göta hovrätt 1929, gjorde tingstjänstgöring i Åse, Viste, Barne och Laske domsaga 1929–1932, blev extra ordinarie notarie i Svea hovrätt 1932, fiskal 1933, assessor 1939 och tillförordnad revisionssekreterare 1943. Han var tillförordnat hovrättsråd 1946 och 1950, Nedre Justitierevisionens ordförande 1955–1959 och lagman i Svea hovrätt 1959–1971. Graffman var expert i 1955 års domarutredning. Han skrev uppsatser för Svensk Juristtidning, förvaltningsrättslig tidskrift och tidskrift för Sveriges advokatsamfund. Han var kommendör av Nordstjärneorden.

## Familj
Gösta Graffman var son till mantalsdirektör Otto Graffman och Minne Collin samt brorsons sonson till konstnären Carl Samuel Graffman.. Han gifte sig 1930 med Gunhild Josephson (1905–1996), dotter till grosshandlare Hjalmar Josephson och Emmy Fränckel, och fick med henne barnen Göran (1931–2014), Hans (född 1933, far till producenten Tina Graffman), Sten (född 1934), Anita (född 1936) och Vera (född Graffman 1945, gift Bonnier, mor till Martina Bonnier). Gösta Graffman är begravd på Örgryte gamla kyrkogård.